# شماره‌های تلفن در عراق
شماره‌های تلفن در عراق شامل ۱ یا ۲ رقم (بدون محاسبه پیش‌شماره اصلی ۰) و شماره مشترک معمولاً ۶ رقمی است. در بغداد و برخی از استان‌های دیگر، شماره مشترک ۷ رقمی است. شماره تلفن همراه ۱۰ رقمی است (بدون محاسبه پیش‌شماره اصلی ۰) که با کد ۳ رقمی از هر اپراتور آغاز می‌شود و در پس آن ۷ رقم، شماره مشترک می‌باشد.

## روش شماره‌گیری
برای تماس با عراق از خارج از این کشور باید بدین گونه عمل نمود:
- تلفن ثابت:

| پیش‌شماره بین‌المللی تماس | کد کشور | پیش‌شماره   | شماره مشترک |
| ----------------------- | ------- | ---------- | ----------- |
| ۰۰ یا ۰۱۱ در محل +      | ۹۶۴     | کد منطقه‌ای | شماره تلفن  |

- تلفن همراه:

| نمونه: ۹۶۴۷۹۰۱۲۳۴۵۶۷+ | نمونه: ۹۶۴۷۹۰۱۲۳۴۵۶۷+ | نمونه: ۹۶۴۷۹۰۱۲۳۴۵۶۷+ | نمونه: ۹۶۴۷۹۰۱۲۳۴۵۶۷+ |
| پیش‌شماره              | کد کشور               | کد اپراتور            | شماره مشترک           |
| --------------------- | --------------------- | --------------------- | --------------------- |
| ۰۰ یا ۰۱۱ در محل +    | ۹۶۴                   | ۷xx                   | ۱۲۳۴۵۶۷               |

## فهرست کدهای منطقه‌ای در عراق
| فهرست کدهای منطقه‌ای | فهرست کدهای منطقه‌ای | فهرست کدهای منطقه‌ای | فهرست کدهای منطقه‌ای |
| ناحیه/شهر           | کد منطقه            | ناحیه/شهر           | کد منطقه            |
| ------------------- | ------------------- | ------------------- | ------------------- |
| بغداد               | ۰۱                  | صلاح‌الدین (تکریت)   | ۰۲۱                 |
| واسط (کوت، عراق)    | ۲۳                  | انبار (رمادی)       | ۲۴                  |
| دیاله (بعقوبه)      | ۲۵                  | بابل (حله)          | ۳۰                  |
| کربلا               | ۰۳۲                 | نجف                 | ۳۳                  |
| قادسیه (دیوانیه)    | ۳۶                  | مثنی (سماوه)        | ۳۷                  |
| بصره                | ۴۰                  | ذی‌قار (ناصریه)      | ۴۲                  |
| میسان (عماره)       | ۴۳                  | کرکوک               | ۵۰                  |
| سلیمانیه            | ۵۳                  | نینوا (موصل)        | ۶۰                  |
| دهوک                | ۶۲                  | اربیل               | ۶۶                  |

## فهرست کدهای تلفن‌های همراه در عراق
۰۷۹x xxx xxxx تلفن‌های همراه زین
۰۷۸x xxx xxxx تلفن‌های همراه زین
۰۷۷x xxx xxxx تلفن‌های همراه آسیاسل
۰۷۶x xxx xxxx تلفن‌های همراه موبیتل و موطنی
۰۷۵x xxx xxxx تلفن‌های همراه کورک
۰۷۴x xxx xxxx تلفن‌های همراه اتصالنا و کلمات
۰۷۳x xxx xxxx تلفن‌های همراه کورک (نام پیشین ساناتل)